# Louis Constantin

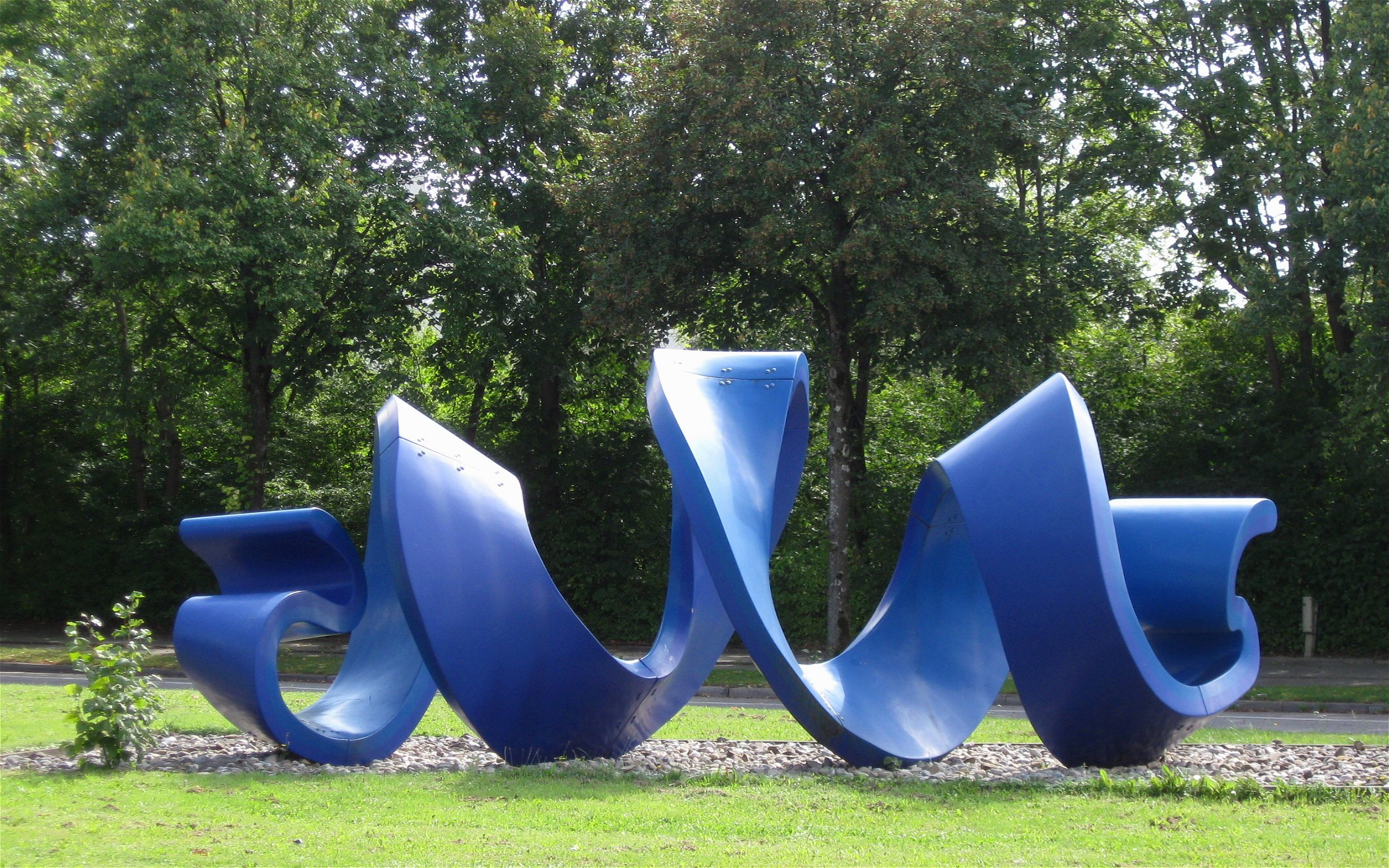
Blaue Spirale von Louis Constantin

Louis Constantin (* 10. September 1944 in Hagen) ist ein deutscher Bildhauer und Objektkünstler.

## Leben
Louis Constantin studierte von 1966 bis 1969 an der École nationale supérieure des beaux-arts de Paris. 1969 zog er nach München und studierte bis 1972 an der dortigen Akademie der Bildenden Künste. Dort war er Meisterschüler bei Robert Jacobsen.
Von 1970 bis 1973 schuf Constantin die größte freitragende Kunststoffskulptur in München, die Blaue Spirale. Sie ist aus glasfaserverstärktem Polyester, wiegt ca. 1500 Kilogramm, ist neun Meter lang und misst dreieinhalb Meter im Durchmesser.
Nachdem sie 1973 in Bochum, dann neun Jahre im Park der Kunstakademie München stand, wurde sie im Dezember 1981 an der Richard-Strauss-Straße / Effnerplatz aufgestellt und steht seit 2001 in der Heinrich-Wieland-Straße östlich des Ostparks in Neuperlach. Mit einem Holzmodell dieser Skulptur gewann Constantin 1982 den Juniorpreis der Pschorrbräu-Stiftung.
Häufig arbeitet Constantin mit Materialien wie Knochen und Skelettteile, Naturalien, Metall, Kunststoff und Fundstücke, aus denen er Objekte erschafft, welche Teile einer menschlichen Figur (insbesondere Gehirn) oder mythologische Figuren darstellen (Sterbender Minotaurus, 1987; Das Jonas Paradigma, Gruppe, 1992/1993).
Constantin lebt und arbeitet heute in München.